# Chordeumatida
Ordre
Les Chordeumatida sont un ordre de mille-pattes diplopodes.

## Liste des familles
Selon Catalogue of Life (14 novembre 2017) :
- famille Adritylidae
- famille Altajellidae
- famille Anthogonidae
- famille Anthroleucosomatidae
- famille Apterouridae
- famille Attemsiidae
- famille Biokoviellidae
- famille Brachychaeteumatidae
- famille Branneriidae
- famille Caseyidae
- famille Chamaesomatidae
- famille Chordeumatidae
- famille Cleidogonidae
- famille Conotylidae
- famille Craspedosomatidae
- famille Cyrnosomatidae
- famille Diplomaragnidae
- famille Entomobielziidae
- famille Eudigonidae
- famille Golovatchiidae
- famille Guizhousomatidae
- famille Haaseidae
- famille Haasiidae
- famille Haplobainosomatidae
- famille Heterochordeumatidae
- famille Heterolatzeliidae
- famille Hoffmaneumatidae
- famille Kashmireumatidae
- famille Lankasomatidae
- famille Lusitaniosomatidae
- famille Macrochaeteumatidae
- famille Mastigophorophyllidae
- famille Megalotylidae
- famille Metopidiotrichidae
- famille Microlympiidae
- famille Neoatractosomatidae
- famille Niponiosomatidae
- famille Opisthocheiridae
- famille Origmatogonidae
- famille Peterjohnsiidae
- famille Pygmaeosomatidae
- famille Rhiscosomididae
- famille Speophilosomatidae
- famille Striariidae
- famille Tingupidae
- famille Trachygonidae
- famille Trichopetalidae
- famille Urochordeumatidae
- famille Vandeleumatidae
- famille Verhoeffiidae